# Epidemie opičích neštovic 2022–2023
Epidemie opičích neštovic (mpox) byla epidemie, která vypukla v květnu 2022. V červenci 2022 vyhlásila WHO kvůli této epidemii globální stav zdravotní nouze. Ten byl zrušen v květnu 2023, stále ale přibývaly nové případy.
K srpnu 2024 bylo nahlášeno více než 99,518 nakažených a 207 úmrtí, z toho 82 případů a 1 úmrtí v České republice. Celkem bylo postiženo 122 zemí.
Epidemie způsobená jinou variantou viru vypukla v roce 2023 a v srpnu 2024 byl kvůli ní opět vyhlášen globální stav zdravotní nouze.

## Virus opičích neštovic
Původcem epidemie byla varianta viru opičích neštovic, označovaná jako Clade IIb. Vzorky odebrané některým pacientům vykazovaly 42 mutací (což je neočekávaně vysoký počet) ve srovnání s variantou viru z roku 2018. Mezi ohrožené skupiny patřili především „muži, kteří mají sex s muži“- asi 85 procent nakažených patřilo do této skupiny.

## Průběh epidemie

### Případy
Následující tabulka ukazuje země, kde počet případů překročil 500.
| Země           | Počet případů | Úmrtí |
| -------------- | ------------- | ----- |
| Spojené státy  | 30,395        | 42    |
| Brazílie       | 10,897        | 15    |
| Španelsko      | 7,549         | 4     |
| Francie        | 5,002         | 0     |
| Kolumbie       | 4,089         | 0     |
| Mexiko         | 3,956         | 10    |
| Peru           | 3,800         | 20    |
| Velká Británie | 3,738         | 0     |
| Německo        | 3,692         | 0     |
| Kanada         | 1,480         | 0     |
| Chile          | 1,439         | 2     |
| Nizozemsko     | 1,262         | 0     |
| Argentina      | 1,127         | 2     |
| Čína           | 1,100         | 0     |
| Itálie         | 957           | 0     |
| Portugalsko    | 953           | 0     |
| Nigérie        | 829           | 9     |
| Belgie         | 793           | 2     |
| Švýcarsko      | 552           | 0     |
| Ekvádor        | 530           | 3     |

### Vývoj
První neafrickou zemí, která oznámila případ opičích neštovic, byla Velká Británie. V květnu 2022 informovala WHO o vypuknutí nákazy opičích neštovic (mpox) ve dvanácti zemích, ve kterých se opičí neštovice běžně nevyskytují. K 21. květnu šlo o 92 případů v Evropě, Severní Americe a Austrálii.
První zaznamenaný případ opičích neštovic v Česku byl prokázán 24. května 2022 u pacienta pražské Ústřední vojenské nemocnice, pacient se nakazil při svém pobytu v Belgii na hudebním festivalu v Antverpách.

### Vakcinace
V USA byla použita vakcína Jynneos (Imvanex) od společnosti Bavarian Nordic.